# Pascual Pellicciotta
Pascual Pellicciotta (Buenos Aires, Argentine, 1905 ― ibidem, 1985) était un acteur argentin. Au cours de sa longue carrière, il fit de nombreuses apparitions tant au théâtre et à la radio qu’au cinéma et à la télévision.

## Carrière
Après quelques activités théâtrales comme comédien amateur, Pascual Pellicciotta rejoignit en 1922 la troupe d’Angelina Pagano et Francisco Ducasse et se vit confier un rôle dans la pièce Almas que luchan de José León Pagano. Poursuivant son ample carrière théâtrale, il apparaîtra ensuite dans les pièces les Frères Karamazov, Tierra extraña (qui lui valut en 1945 la distinction du Meilleur acteur décernée par la municipalité de Buenos Aires), et Madame Sans-Gêne, entre autres. Pendant la saison 1925 au Théâtre Colón, il participa à la représentation de l’opéra Fedra dans le rôle de Forbas et incarna le personnage de Tirésias dans les Bacchantes. Cette même année encore, il fit partie de la distribution de Lasalle, de José León Pagano, aux côtés de Guillermo Battaglia, Obdulia Bouza, Nicolás Fregues, Alfredo Lliri et Alberto Puértolas. Il participa à des tournées internationales, y côtoyant de grandes figures de la scène telles que Enrique Muiño, Elsa O'Connor, Enrique de Rosas José Franco, Eva Franco et Camila Quiroga.
En janvier 1936, il joua dans la pièce La Dama, El Caballero y El Ladrón avec María Santos, Eva Duarte, Irma Córdoba, Olimpio Bobbio, Francisco Bastardi, Herminia Franco, Chela Suárez, Margarita Tapia, Adolfo Pisano, Simplicio Álvarez et le metteur en scène lui-même, José Franco. En 1938, il apparut dans La Gruta de la Fortuna de Ricardo Hicken, en compagnie de Gregorio Cicarelli, Nélida Quiroga, Eva Duarte, Nelly Ayllón, Pierina Dealessi, Rafael Firtuoso et Marcos Zucker.
En mai 1939, il s’associa avec Eva Duarte (future Eva Perón, de qui il avait été le partenaire de scène quand elle débuta comme actrice) et avec Eva et José Franco dans la Compañía de Teatro del Aire, troupe à laquelle viendront se joindre également Ada Pampín et Marcos Zucker, pour créer sur Radio Mitre la dramatique radiophonique Los Jazmines del Ochenta, d’inspiration historique. La compagnie passa ensuite à Radio Prieto, où elle mit en ondes les œuvres Las rosas de Caseros et La estrella del pirata, toutes deux de Héctor Pedro Blomberg.
Pascual Pellicciotta débuta au cinéma en 1930, dans Los caballeros de cemento, et joua ensuite les premiers rôles dans Giácomo de 1939 et dans El túnel de 1952. À signaler aussi, parmi un grand nombre de films, sa participation à El grito sagrado en 1954, réalisé par Luis César Amadori, où il incarna le général Manuel Belgrano. Il apparut enfin dans le film biographique Evita, quien quiera oír que oiga d’Eduardo Mignogna (1984), où il évoqua ses souvenirs d’Eva Perón.

## Filmographie
- Evita, quien quiera oír que oiga (1984)
- Procesado 1040 (1983)
- El arreglo (1983)
- La resistencia (court-métrage) (1972)
- Procesado 1040 (1958)
- María Magdalena (1954)
- Se necesita un hombre con cara de infeliz (1954, dans le rôle du Dr Cazón)
- Tren internacional (1954, dans le rôle de M. Casaval)
- El grito sagrado (1954)
- El vampiro negro (1953, dans le rôle de Gastón)
- Deshonra (1952, dans le rôle du juge)
- El túnel (1952)
- El baldío (1952)
- Mi noche triste (1952)
- La indeseable (1951, dans le rôle du procureur)
- Una mujer sin cabeza (1947, dans le rôle du médecin)
- Encadenado (1940, dans le rôle de Ferrer)
- Giácomo (1939)
- Atorrante (La venganza de la tierra) (1939)
- La vuelta al nido (1938, dans le rôle de Juancito)
- Melodías porteñas (1937, dans le rôle de Torres)
- Los caballeros de cemento (1930)

## Apparitions à la télévision
- La pesadilla (1974)
- Cacho de la esquina (Teatro Palmolive del aire) (1973).
- El mundo del espectáculo (série) 
  - Mi prima está loca (1968, dans le rôle de Don Vicente)
- El anticuario (1961)